# David Rosenbaum
David Rosenbaum (* 22. Januar 1877 in Markt Berolzheim; † 3. August 1958 in Würzburg) war ein deutscher Kaufmann.

## Werdegang
Rosenbaum kam als Sohn des Lehrers Hermann Rosenbaum (1853–1933) zur Welt. Er besuchte die Volksschule in Markt Berolzheim und die Realschule in Würzburg. Dort ließ er sich 1901 als Weinhändler nieder. Während der Zeit des Nationalsozialismus wurde er in das Ghetto Theresienstadt deportiert. Nach der Befreiung kehrte er nach Würzburg zurück und wurde Vorsitzender der Israelitischen Kultusgemeinde. Zugleich war er Vorbeter der Gemeinde. Er ließ den Friedhof der Gemeinde und das Altersheim instand setzen.

## Ehrungen
- 1952: Verdienstkreuz am Bande der Bundesrepublik Deutschland